# Saturate
«Saturate» (en español: «Saturar») es el álbum debut de estudio de la banda Breaking Benjamin. Fue lanzado el 27 de agosto de 2002 en Norteamérica y el 21 de abril de 2006 en Europa a través de Hollywood Records. El álbum contiene los sencillos Polyamorous, Skin y Medicate.

## Antecedentes
Hubo una disputa entre la banda y el estudio sobre decidir que canciones querían liberar como sencillos. La banda se inclunaba por su canción "Medicate", mientras que el estudio insistió en la liberación de "Skin" como sencillo. Con el tiempo, la banda decidió ir con "Skin", a pesar de que hubo algunos comentarios negativos con la banda y el bastante poco éxito que alcanzó. La versión original de Saturate contenía "Forever" como una pista separada, mientras que las nuevas versiones mejoradas llegaron con el video musical de "Polyamorous" y finalmente contó con la incrustación de la canción "Shallow Bay".
El título del álbum se deriva de una letra en la canción, "Wish I May". El 14 de septiembre de 2002, Saturate alcanzó su punto máximo en el Billboard 200 y Heatseekers charts en el #136 y #2, respectivamente.
También había planes para un lanzamiento europeo del álbum que contuviera la canción "Lady Bug" y la versión de Depeche Mode de "Enjoy the Silence", pero Saturate nunca fue lanzado en Europa, y como resultado, ninguna pista fue lanzada para Saturate. "Lady Bug" más tarde apareció en su EP So Cold, y en su álbum de grandes éxitos Shallow Bay: The Best Of Breaking Benjamin. "Enjoy the Silence" también apareció en el álbum recopilatorio.

## Lista de canciones
Todas las letras están escritas por Benjamin Burnley; toda la música está compuesta por Benjamin Burnley, Aaron Fink, Mark Klepaski, Jeremy Hummel.
- Edición estándar[nota 1][nota 2]

| Saturate |                   |          |  |
| N.º      | Título            | Duración |  |
| 1.       | «Wish I May»      | 3:58     |  |
| 2.       | «Medicate»        | 3:45     |  |
| 3.       | «Polyamorous»     | 2:56     |  |
| 4.       | «Skin»            | 3:20     |  |
| 5.       | «Natural Life»    | 4:00     |  |
| 6.       | «Next to Nothing» | 3:43     |  |
| 7.       | «Water»           | 4:12     |  |
| 8.       | «Home»            | 3:37     |  |
| 9.       | «Phase»           | 4:31     |  |
| 10.      | «No Games»        | 3:35     |  |
| 11.      | «Sugarcoat»       | 3:38     |  |
| 12.      | «Shallow Bay»     | 4:05     |  |

| Pista Oculta |                                                                            |          |  |
| N.º          | Título                                                                     | Duración |  |
| 13.          | «Forever» (comienza en el min 4:06, inmediatamente después de Shallow Bay) | 3:55     |  |
| 49:15        |                                                                            |          |  |

Notas
• Wish I May aparece en la banda sonora en la película de terror Wrong Turn.
• Polyamorous Fue utilizada en videojuegos como Run Like Hell, WWE Day of Reckoning, WWE Smackdown! vs. RAW y WWE WrestleMania 21. También hay 3 diferentes versiones de esta canción:la del álbum, una versión que dura 3:02, y una versión de 3:04 con un intro instrumental.
• Natural life está dentro del videojuego MX Unleashed.
• En el Booklist para el álbum, Water está registrado con una duración de 3:19, cuando en realidad es de 4:12.
• Home hace referencia a la película del El Mago de Oz y estuvo en el videojuego Run Like Hell.
• De acuerdo a Ben Burnley Shallow Bay fue una de las primeras canciones que escribió.

## Posicionamiento en listas
| País           | Lista           | Mejor posición |
| -------------- | --------------- | -------------- |
| Estados Unidos | Billboard 200   | 136            |
| Estados Unidos | Top Heatseekers | 2              |

### Sencillos
| Año  | Canción       | US Alt. | US Main. |
| ---- | ------------- | ------- | -------- |
| 2002 | "Polyamorous" | 31      | 25       |
| 2003 | "Skin"        | 37      | 24       |
| 2003 | "Medicate"    | 28      | 96       |